# Malennio
Malennio è un personaggio mitologico, che secondo la tradizione fu il fondatore della città di Lecce e di Rudiae (conosciuta dai locali anche con il nome di Rusce) forse nel XIII secolo a.C.
Era re dei Salentini e discendente di Marco Aurelio Antonio Vero.
Ebbe una figlia Euippa, poi data in moglie ad Idomeneo,re di Creta.